# Fiesta de la Virgen del Castillo (Cullera)
La Fiesta de la Virgen del Castillo o Fiestas Patronales de Cullera son las fiestas mayores de la ciudad y están dedicadas a la Mare de Déu del Castell, Virgen de la Encarnación y Patrona de Cullera, popularmente conocida como «La Moreneta». Se celebran cada año entre el sábado después de Pascua y el domingo siguiente en Cullera, Comunidad Valenciana.

## Historia
Según la tradición religiosa, a un pastor de Utiel que apacentaba su rebaño en el Barranco de Santa Marta, en la montaña de Cullera, se le aparecieron dos imágenes de la Virgen. Una la entregó a la Parroquia de Cullera y la otra a la de Utiel. Posteriormente, el rey Jaume I ordenó trasladar la de Cullera de la Iglesia parroquial al Castillo de Cullera. En 1248, los Sanjuanistas bajo el mandato del rey entronizaron una imagen de la Virgen en la capilla del Castillo.
Los orígenes de la «Baixà» se remontan a 1631 y se tienen noticias de ella desde 1570 gracias a la prevención eclesiástica realizada por los Santos Juanes. Entre 1891 y 1897 se erigió el santuario de la Virgen del Castillo de Cullera. En 1919 tiene lugar la Coronación canónica de la Virgen como Patrona de la ciudad.

## Descripción
La Fiesta de la Virgen del Castillo incluye procesiones, conciertos, pirotecnia y actuaciones musicales, el Certamen Nacional de Bandas de Música “Ciudad de Cullera” y otros espectáculos como vaquillas, talleres infantiles o la Gran Cabalgata de Disfraces.
El primer día, el sábado siguiente a la Pascua de resurrección, tiene lugar la tradicional «Baixà», en la que la imagen de la Virgen desciende desde la ermita del castillo en procesión nocturna por el camino del Calvario (construido entre 1806-1807) hasta la iglesia de los Santos Juanes. Cuando llega al Mercado, el pueblo de Cullera la recibe con un grandioso castillo de fuegos artificiales. En el recinto del Mercado esperan grupos de baile, cintas, cabezones, bailes regionales y la Muixeranga de Cullera. Miles de personas se concentran cada año para danzar y celebrar la procesión.
En la madrugada del domingo tiene lugar el acto más representativo, la llamada «Noche de la Aurora». Los marineros y pescadores trasladan la imagen de la Virgen desde la iglesia hasta la playa de San Antonio. En la orilla del mar la pasean a hombros y rezan el Rosario. Desde el agua, barcas amarradas cerca de la playa disparan sus salvas para recibir a la virgen.La procesión finaliza con un gran castillo de fuegos artificiales.
El segundo lunes de Pascua, el día de San Vicente, continúa la procesión de la Virgen con un paseo al amanecer por la calles de Cullera mientras se disparan fuegos artificiales. A la llegada al cementerio, se procede a una oración a los Santos Difuntos. Por la noche se realizan otra procesión y una misa.
En los días siguientes se suceden procesiones, conciertos y todo tipo de espectáculos y actos culturales. Las fiestas culminan con la subida procesional de la imagen de la Virgen del Castillo hasta su Santuario, tras el que se disparan fuegos artificiales.

## Reconocimientos
En 11 de noviembre de 2009, la Generalitat Valenciana declaró la Fiesta de la Virgen del Castillo como fiesta de interés turístico autonómico de la Comunitat Valenciana.
El 9 de abril de 2024, el Consell anunció que se declaraba esta fiesta como Bien de Interés Cultural, con la categoría de bien inmaterial, y le otorgó esta protección patrimonial. El Ayuntamiento de Cullera había iniciado en noviembre de 2021 los trámites para declarar estas fiestas como BIC con la aprobación unánime del pleno municipal. Las Fiestas Patronales forman parte de la identidad individual y colectiva de la ciudad. Los responsables del gobierno, entienden la distinción como un «reconocimiento del profundo significado cultural, histórico y social que se ha transmitido de generación en generación» (Jordi Mayor, alcalde de Cullera).